# Prydhet
Att vara pryd är att vara överdrivet och ängsligt moralisk, i första hand rörande sexualitet och allt som rör detta. Ordet används i regel moraliserande, om någon som inte har den frigjorda attityd som talaren önskar. En pryd person karaktäriseras av pryderi eller prydhet.
Pryd är inlånat från franskan, där "en pryd person" i äldre tid ofta syftade på en hedervärd och ärbar kvinna. Sedan 1900-talet används ordet pejorativt och nedvärderande, ofta om personer som inte velat anpassa sig till ett allt mer öppet och tillåtande samhälle, med mindre tonvikt på traditionell dygd och sedesamhet. Under seklet har kvinnor fått rösträtt, kunnat anamma tidigare typiskt manliga sysslor och yrken, börjat röka offentligt, bada i allt mindre baddräkter och under senare årtionden även etablera fria sexuella relationer och konsumera sexuell kultur enligt manligt mönster.
Redan 1931 beskrivs ordet i Sigfrid Lindströms bok Leksaksballonger, om en äldre person som "så mycket hon än höll på anständighet, aldrig varit pryd och sjåpig." 1979 förklarades ordet pryd i boken Alla våra ord som 'tillgjort sedesam'.

## Etymologi
Ordet pryderi finns i svensk skrift sedan 1792. Grundordet pryd finns i svensk skrift sedan 1777 och kommer från franskans prude med betydelsen 'sipp', 'tillgjord' eller 'pryd'. Den försvenskade stavningen pryd finns i svensk skrift sedan 1854. Det franska ordet gav redan på 1500-talet de svenska orden pryda och prydnad, med en något annorlunda betydelse. Det franska efternamnet Prudhomme betyder bokstavligen 'ärbar man', det kvinnliga prudefemme ursprungligen 'klok och rättskaffens kvinna'.